# Межиріцька сільська рада (Радомишльський район)
Межиріцька сільська рада — колишня адміністративно-територіальна одиниця та орган місцевого самоврядування у Радомишльському районі Малинської і Волинської округ, Київської й Житомирської областей Української РСР та України з адміністративним центром у с. Межирічка.

## Населені пункти
Сільській раді були підпорядковані населені пункти:
- с. Межирічка

## Населення
Станом на 5 грудня 2001 року, відповідно до перепису населення України, кількість мешканців сільської ради становила 824 особи.

## Склад ради
Рада складалася з 12 депутатів та голови.

### Керівний склад сільської ради
| ПІБ                        | Основні відомості                                                         | Дата обрання | Дата звільнення |
| -------------------------- | ------------------------------------------------------------------------- | ------------ | --------------- |
| Близнюк Леонід Миколайович | Сільський голова, 1967 року народження, освіта, безпартійний              | 26.03.2006   | 31.10.2010      |
| Близнюк Леонід Миколайович | Сільський голова, 1967 року народження, освіта вища, член Партії регіонів | 31.10.2010   |                 |

Примітка: таблиця складена за даними джерела

## Історія
Створена 1923 року в с. Межирічка Вишевицької волості Радмисльського повіту Київської губернії. 7 березня 1923 року включена до складу новоствореного Радомишльського району Малинської округи. Станом на 15 червня 1926 року в підпорядкуванні значилися хутори Ганночки, Глибока Долина та урочище Шайка, які, на 1 жовтня 1941 року, не перебували на обліку населених пунктів.
Станом на 1 вересня 1946 року сільська рада входила до складу Радомишльського району Житомирської області, на обліку в раді перебувало с. Межирічка.
11 серпня 1954 року, відповідно до указу Президії Верховної ради Української РСР «Про укрупнення сільських рад по Житомирській області», до складу ради приєднано села Краснобірка та Красносілка ліквідованої Краснобірської сільської ради Радомишльського району. 5 березня 1959 року, відповідно до рішення Житомирського ОВК № 161 «Про ліквідацію та зміну адміністративно-територіального поділу окремих сільських рад області», села Краснобірка та Красносілка передані до складу Заболотської сільської ради Радомишльського району. 5 липня 1965 року, відповідно до рішення Житомирського облвиконкому № 403 «Про зміни в адміністративно-територіальному поділі Бердичівського, Дзержинського, Любарського, Новоград-Волинського і Радомишльського районів, та про об'єднання окремих населених пунктів області», сільську раду ліквідовано, с. Межирічка підпорядковане Вишевицькій сільській раді Радомишлського району. Відновлена 18 березня 1992 року, відповідно до рішення Житомирської обласної ради, в с. Межирічка Радомишльського району.
Виключена з облікових даних 23 листопада 2015 року. Територію ради та с. Межирічка включено до складу новоствореної Вишевицької сільської територіальної громади Радомишльського району Житомирської області.